# Condado de Whitfield
O Condado de Whitfield é um dos 159 condados do Estado americano de Geórgia. A sede do condado é Dalton, e sua maior cidade é Dalton. O condado possui uma área de 753 km², uma população de 83 525 habitantes, e uma densidade populacional de 111 hab/km² (segundo o censo nacional de 2000). O condado foi fundado em 30 de dezembro de 1851.